# 보그단 밀리치
보그단 밀리치(세르보크로아트어: Богдан Милић / Bogdan Milić, 1987년 11월 24일 ~ )는 몬테네그로의 축구 선수로서, 포지션은 스트라이커이다. 과거 광주 FC와 수원 FC에서 활약한 바 있다. K리그 광주 FC에서의 등록명은 복이였으나 수원 FC로 오면서 보그단으로 등록하였다.

## 축구인 경력

### 선수 경력
고향인 포드고리차를 연고로 하고 있는 부두치노스트 포드고리차에서 프로 무대에 데뷔한 밀리치는 2008년 20세의 어린 나이로 에레디비시 ADO 덴하흐로 이적하며 몬테네그로 축구를 이끌 기대주로 주목을 끌었다.
덴하흐에서 2시즌 반 동안 활약하며 39경기에 출전하여 4골을 기록하였으나 자리를 잡지 못하고 2년 간 크릴리야 소베토프, 빅토리아 플젠, 스파르타크 날치크 세 팀에서 활약하다 2012년 광주 FC에 입단하였다.
2012년 3월 4일 상주와의 리그 1라운드 경기에서 도움을 기록하며 데뷔전에서 공격 포인트를 기록하였고 4월 1일 강원 FC와의 경기에서 데뷔골을 성공시켰다.

## 그 외
광주 FC로의 이적 직후 밀리치의 애칭이 보그단이라는 이름을 줄인 '보기'(Boggi)라는 이야기를 들은 광주 구단 측에서 K리그 등록명을 '복이'라고 하자고 제안하여 밀리치의 K리그 등록명은 복이가 되었다. 그러나 2013년 수원 FC 시절에는 보그단을 사용하였다.

## 참조
1. ↑  “광주FC, K리그 최초 '2m 시대' 열었다”. 스포츠조선. 2012년 1월 30일.